# 卡緬內島大街

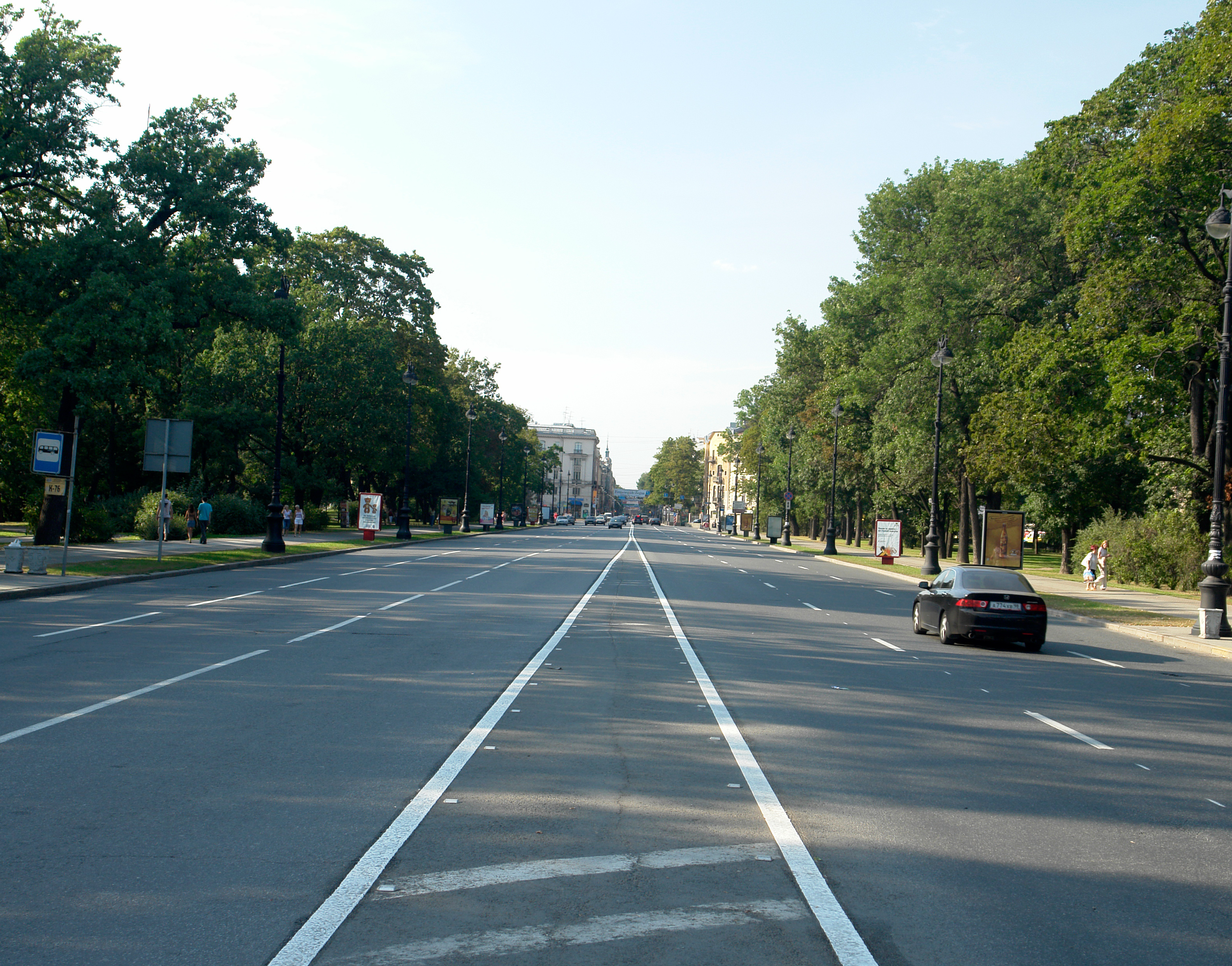
街景

卡緬內島大街（俄语：Каменноостро́вский проспе́кт）是俄羅斯第二大城市聖彼得堡的一條街道，全長3.4公里。
東南起聖三一橋，穿過彼得格勒島，經過小涅夫卡河，再經過卡緬內島東部，最後越過大涅夫卡河。聖三一廣場至小涅夫卡河路段1918年至1934年12月15日曾名為赤色黎明大街，1991年10月4日前以基洛夫命名。
1. ↑  . spb-gazeta.narod.ru.   [2021-07-30]. （原始内容存档于2021-07-30）.